# Austrachelas sexoculatus
Austrachelas sexoculatus is een spinnensoort uit de familie Gallieniellidae. De soort komt voor in Zuid-Afrika.